# Stilbus ludibundus
Stilbus ludibundus là một loài bọ cánh cứng trong họ Phalacridae. Loài này được Casey miêu tả khoa học năm 1916.